# Edvard Westermarck
Edvard Alexander Westermarck (20. listopadu 1862, Helsinky, Finsko – 3. září 1939, Tenhola, Finsko) byl finský filosof, antropolog a sociolog. Mezi další oblasti jeho studia patřila exogamie a tabu incestu.
Westermarck je známý popsáním tzv. Westermarckova efektu, který spočívá v tom, že pro dospělého muže je nepřitažlivá žena, se kterou prožil útlé dětství (do 30 měsíců jejího věku).
Působil na London School of Economics.

## Díla
- 1907: Siveys ja kristinusko: Esitelmä. Ylioppilasyhdistys Prometheus, Helsinki.
- 1925: The History of Human Marriage. Macmillan, London. [1891.]
- 1930: Wit and Wisdom in Morocco. Routledge, London.
- 1932: Avioliiton historia. WSOY, Helsinki.
- 1933: Moraalin synty ja kehitys. WSOY, Helsinki.
- 1934: Three Essays on Sex and Marriage. Macmillan, London.
- 1934: Freuds teori on Oedipuskomplexen i sociologisk belysning. Vetenskap och bildning, 45. Bonnier, Stockholm.
- 1984: Kristinusko ja moraali. Otava, Helsinki.
- 1991: Tapojen historiaa: Kuusi akadeemista esitelmää: Pitänyt Turussa syksyllä 1911 Edward Westermarck. 2nd edition. Suomalaisen kirjallisuuden seura, Helsinki.